# София Вюртембергска
София Фридерика Матилда фон Вюртемберг (на немски: Sophie Friederike Mathilde von Württemberg; * 17 юни 1818, Щутгарт; † 3 юни 1877, дворец Хуис тен Бош до Хага) е принцеса от Вюртемберг и чрез женитба от 1849 до 1877 г. кралица на Нидерландия.

## Биография
Дъщеря е на крал Вилхелм I фон Вюртемберг (1781 – 1864) и втората му съпруга руската велика княгиня Екатерина Павловна (1788 – 1819), третата дъщеря на руския император Павел I и София-Доротея Вюртембергска. София е племенница на цар Александър II.
На 18 юни 1839 г. на 21 години София се омъжва в Щутгарт за братовчед си Вилхелм III (1817 – 1890), принц на Оранж, от 1849 г. крал на Нидерландия и Велик херцог на Люксембург и херцог на Лимбург. Тя е първата му съпруга. Бракът е нещастен и София е често при нейната фамилия в Щуттгарт.
След смъртта ѝ нейният съпруг се жени на 7 януари 1879 г. за Ема ван Валдек-Пирмонт и има дъщеря, по-късната кралица Вилхелмина Нидерландска

## Деца
- Вилхелм (* 4 септември 1840, † 11 юни 1879), тронпринц на Нидерландия (1849 – 1879)
- Мориц (* 15 септември 1843, † 4 юни 1850), принц на Оранж-Насау
- Александър (* 25 август 1851, † 21 юни 1884), тронпринц на Нидерландия (1879 – 1884)